# Jüdischer Friedhof (Giesenkirchen)

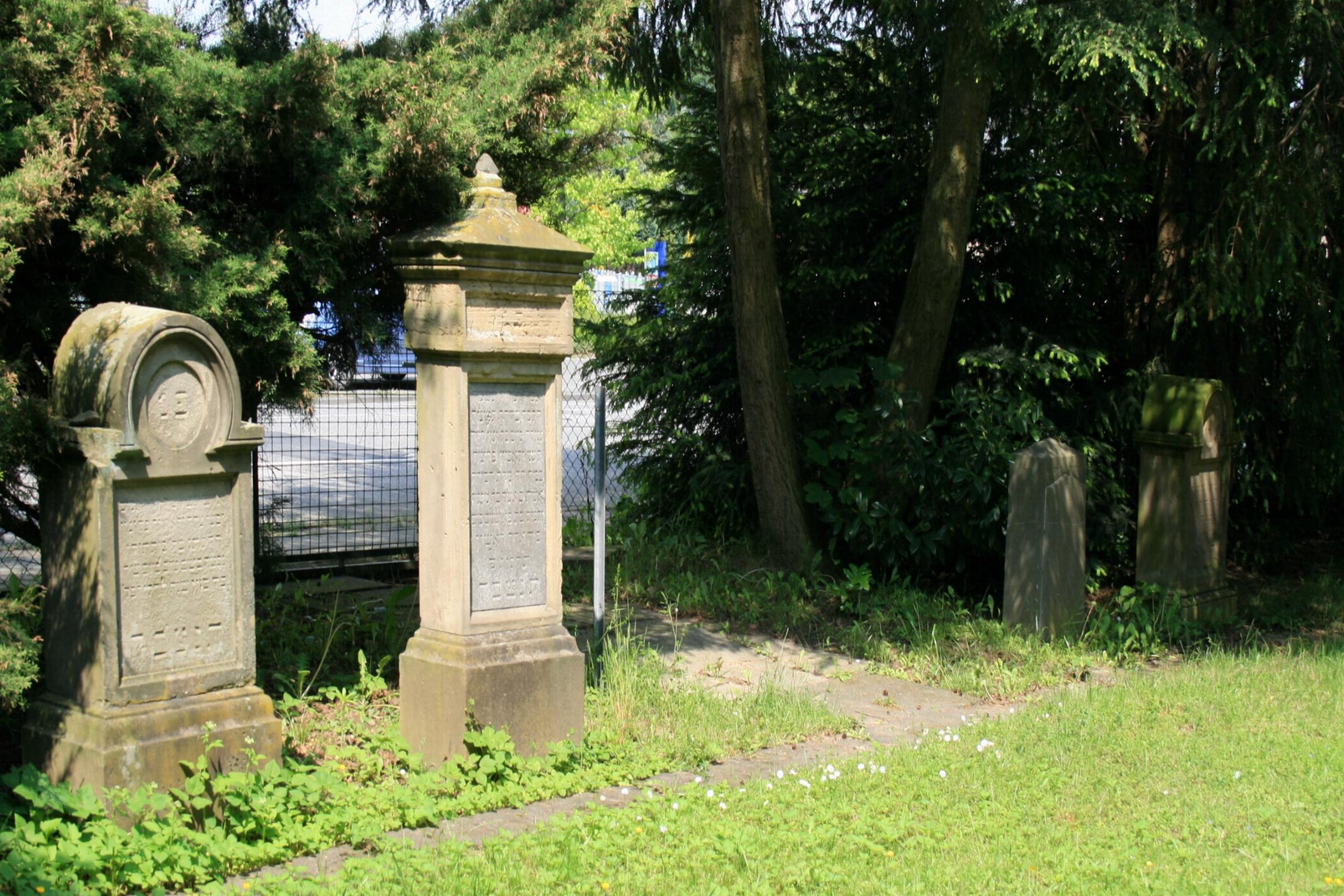
Jüdischer Friedhof (2011)

Der Jüdische Friedhof befindet sich im Stadtteil Giesenkirchen in Mönchengladbach (Nordrhein-Westfalen), Konstantinstraße.
Der Friedhof wurde 1882 angelegt. Er wurde unter Nr. K 094 am 31. Juli 2008 in die Denkmalliste der Stadt Mönchengladbach eingetragen.

## Lage
Der jüdische Friedhof  liegt am östlichen Rand Giesenkirchens zur Dycker Schelsen im Zwickel zwischen der Konstantinstraße und Mülforter Straße.

## Architektur
Die kleine, lediglich 474 m² große, eingegrünte Begräbnisfläche ist durch einen modern angelegtem Zugang von der Konstantinstraße aus zugänglich. Es haben sich entlang der äußeren Grenzen neun Grabsteine (Mazewot) erhalten, die in Gestaltung und Materialverwendung durchaus den traditionellen Gepflogenheiten während der Zeit ihrer Entstehung entsprechen. Der älteste Grabstein stammt aus dem Jahr 1882, der jüngste von 1902. Die beiden Grabdenkmäler der 1898 und 1900 verstorbenen und beigesetzten Brüder Seligmann und Juda Emanuel überragen als Marmorsäulen die anderen Grabsteine deutlich.
Das Objekt ist bedeutend für die Geschichte des Menschen. Für seine Erhaltung und Nutzung liegen wissenschaftliche, insbesondere ortsgeschichtliche, religionshistorische und sepulkralhistorische Gründe vor.